# Église Saint-Martin d'Albussac
L'église Saint-Martin est une église catholique située à Albussac, dans le département français de la Corrèze.

## Localisation
L'église est située dans le département français de la Corrèze, sur la commune d'Albussac.

## Historique
Le chœur et la chapelle nord ont été inscrits au titre des monuments historiques le 26 janvier 1927.